# Cerreto Laziale
Cerreto Laziale és un comune (municipi) de la ciutat metropolitana de Roma, a la regió italiana del Laci, situat uns 40 km a l'est de Roma. L'1 de gener de 2018 tenia 1.104 habitants.